# Эрбес, Вячеслав Иванович
Вячесла́в Ива́нович Э́рбес (14 апреля 1988, Усть-Каменогорск, СССР) — казахстанский футболист, полузащитник. Выступал за сборную Казахстана.

## Карьера
Воспитанник клуба «Восток» из Усть-Каменогорска. Дебютировал в составе второй команды «Востока» в 2006 году, где забил пять голов в первых четырёх матчах. Через год Вячеслава стали заигрывать за основной состав, где он быстро добился места в основе.
В начале 2010 года перешёл в астаниский «Локомотив».
В 2009 году дебютировал в национальной сборной Казахстана.
Вячеслав очень разноплановый футболист. В детстве он играл на позиции нападающего, потом постепенно его стали ставить в центр полузащиты. С приходом в дублирующий состав «Востока» он начал играть крайнего полузащитника. Но потом перешёл на позицию защитника, на которой до сих пор и играет.
В первом же матче за «Локомотив» получил травму. После игры Вячеславу наложили гипс на ногу, врачи установили, что у Эрбеса после удара по голеностопу порвались связки.
В январе 2013 года подписал контракт со своим родным клубом «Восток».

## Достижения
- Обладатель Кубка Казахстана: 2010